# 光速中国
光速中国是一家中国风险投资基金，由前谷歌员工宓群联合创立。2016年6月，成功募集了2.60亿美元新资本。

## 投资企业
途家网（在线度假租赁服务供应商）、融360（金融产品搜索及推荐平台）、大众点评（餐馆点评网站）、运满满（互联网货运公司）、e成（在线数据智能服务提供商）等。